# Saison 2025 de l'équipe cycliste XDS Astana
La saison 2025 de l'équipe cycliste XDS Astana est la dix-neuvième de cette équipe.

## Coureurs et encadrement technique

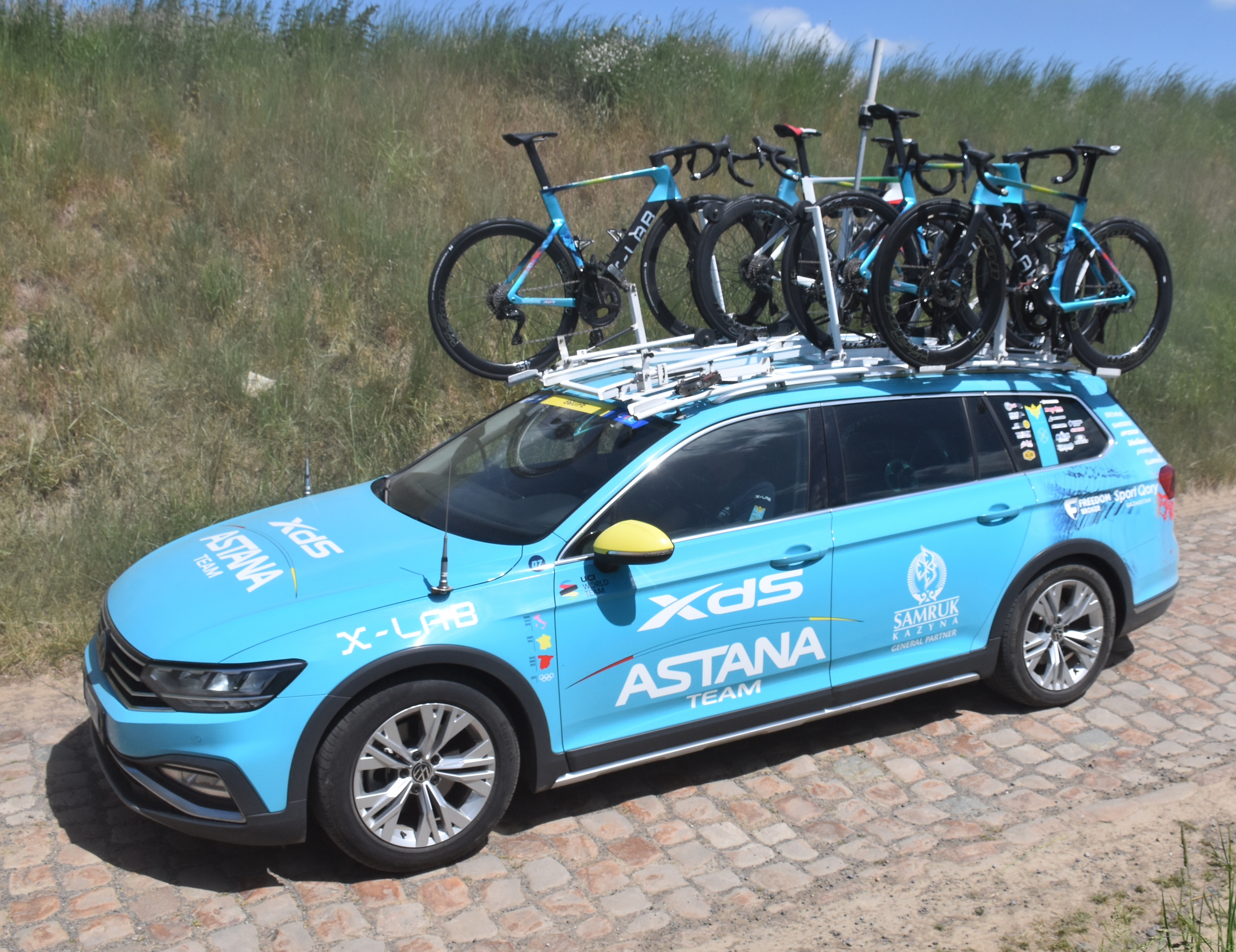
Véhicule XDS Astana Team lors des Quatre Jours de Dunkerque 2025

### Effectif
| Coureur                 | Date de Nais.     | Nationalité      | Équipe en 2024                      | Vict. | Cont.             | Maillot dist.                                 |
| ----------------------- | ----------------- | ---------------- | ----------------------------------- | ----- | ----------------- | --------------------------------------------- |
| Davide Ballerini        | 21 septembre 1994 | Italie           | Astana Qazaqstan Team               | 0     | 01/2024 - 12/2026 |                                               |
| Alberto Bettiol         | 29 octobre 1993   | Italie           | Astana Qazaqstan Team               | 0     | 08/2024 - 12/2027 |                                               |
| Cees Bol                | 27 juillet 1995   | Pays-Bas         | Astana Qazaqstan Team               | 0     | 01/2023 - 12/2025 |                                               |
| Clément Champoussin     | 29 mai 1998       | France           | Arkéa-B&B Hotels                    | 0     | 01/2025 - 12/2026 |                                               |
| Anthon Charmig          | 25 mars 1998      | Danemark         | Astana Qazaqstan Team               | 0     | 01/2024 - 12/2025 |                                               |
| Nicola Conci            | 5 janvier 1997    | Italie           | Alpecin-Deceuninck                  | 0     | 01/2025 - 12/2026 |                                               |
| Yevgeniy Fedorov        | 16 février 2000   | Kazakhstan       | Astana Qazaqstan Team               | 2     | 01/2021 - 12/2026 | - Contre-la-montre - Route - Contre-la-montre |
| Lorenzo Fortunato       | 9 mai 1996        | Italie           | Astana Qazaqstan Team               | 1     | 01/2024 - 12/2025 |                                               |
| Aaron Gate              | 26 novembre 1990  | Nouvelle-Zélande | Burgos-BH                           | 3     | 01/2025 - 12/2025 |                                               |
| Michele Gazzoli         | 4 mars 1999       | Italie           | Astana Qazaqstan Team               | 0     | 01/2024 - 12/2025 |                                               |
| Sergio Higuita          | 1er août 1997     | Colombie         | Red Bull-Bora-Hansgrohe             | 0     | 01/2025 - 12/2026 |                                               |
| Florian Samuel Kajamini | 28 février 2003   | Italie           | Team MBH Bank Colpack Ballan        | 0     | 01/2025 - 12/2026 |                                               |
| Max Kanter              | 22 octobre 1997   | Allemagne        | Astana Qazaqstan Team               | 1     | 01/2024 - 12/2025 |                                               |
| Anton Kuzmin            | 20 novembre 1996  | Kazakhstan       | Astana Qazaqstan Team               | 0     | 01/2024 - 12/2025 |                                               |
| Harold Martín López     | 3 décembre 2000   | Équateur         | Astana Qazaqstan Team               | 4     | 01/2024 - 12/2025 |                                               |
| Matteo Malucelli        | 20 octobre 1993   | Italie           | JCL Team UKYO                       | 2     | 01/2025 - 12/2025 |                                               |
| Fausto Masnada          | 6 novembre 1993   | Italie           | Soudal Quick-Step                   | 0     | 01/2025 - 12/2025 |                                               |
| Henok Mulubrhan         | 11 novembre 1999  | Érythrée         | Astana Qazaqstan Team               | 3     | 01/2024 - 12/2025 | - Route                                       |
| Wout Poels              | 1er octobre 1987  | Pays-Bas         | Bahrain Victorious                  | 2     | 01/2025 - 12/2025 |                                               |
| Alessandro Romele       | 30 août 2003      | Italie           | Astana Qazaqstan Development Team   | 0     | 01/2025 - 12/2026 |                                               |
| Christian Scaroni       | 16 octobre 1997   | Italie           | Astana Qazaqstan Team               | 4     | 07/2022 - 12/2026 |                                               |
| Ide Schelling           | 6 février 1998    | Pays-Bas         | Astana Qazaqstan Team               | 0     | 01/2024 - 12/2025 |                                               |
| Haoyu Su                | 26 octobre 2000   | Chine            | China Glory-Mentech Continental     | 0     | 01/2025 - 12/2026 |                                               |
| Harold Tejada           | 27 avril 1997     | Colombie         | Astana Qazaqstan Team               | 0     | 01/2020 - 12/2026 |                                               |
| Mike Teunissen          | 25 août 1992      | Pays-Bas         | Intermarché-Wanty                   | 0     | 01/2025 - 12/2026 |                                               |
| Davide Toneatti         | 9 avril 2001      | Italie           | Astana Qazaqstan Development Team   | 0     | 01/2025 - 12/2026 |                                               |
| Diego Ulissi            | 15 juillet 1989   | Italie           | UAE Team Emirates                   | 1     | 01/2025 - 12/2026 |                                               |
| Darren van Bekkum       | 20 mars 2002      | Pays-Bas         | Team Visma Lease a Bike Development | 0     | 01/2025 - 12/2026 |                                               |
| Simone Velasco          | 2 décembre 1995   | Italie           | Astana Qazaqstan Team               | 0     | 01/2022 - 12/2025 |                                               |
| Nicolas Vinokurov       | 7 juillet 2002    | Kazakhstan       | Astana Qazaqstan Team               | 0     | 01/2024 - 12/2025 |                                               |

## Champions nationaux, continentaux et mondiaux
| Date            | Course                                                  | Maillot | Coureurs         | Pays       | Lieu         |
| --------------- | ------------------------------------------------------- | ------- | ---------------- | ---------- | ------------ |
| 7 février 2025  | Championnat d'Asie du Contre-la-montre par équipe mixte |         | Yevgeniy Fedorov | Thaïlande  | Bueng Si Fai |
| 7 février 2025  | Championnat d'Asie du Contre-la-montre par équipe mixte |         | Anton Kuzmin     | Thaïlande  | Bueng Si Fai |
| 11 février 2025 | Championnat d'Asie du Contre-la-montre                  |         | Yevgeniy Fedorov | Thaïlande  | Bueng Si Fai |
| 26 juin 2025    | Championnat du Kazakhstan du contre-la-montre           |         | Yevgeniy Fedorov | Kazakhstan |              |
| 29 juin 2025    | Championnat du Kazakhstan de cyclisme sur route         |         | Yevgeniy Fedorov | Kazakhstan |              |